# Cuando calienta el sol (canción)
Cuando calienta el sol es una canción popular en español originalmente compuesta como "Cuando calienta el sol en Masachapa". La música fue escrita por Rafael Gastón Pérez, compositor nicaragüense y líder de banda. La SADAIC (Sociedad Argentina de Autores y Compositores) le da créditos también al compositor argentino Carlos Alberto Martinoli.
La canción fue publicada en 1961 y hecha famosa por el grupo vocal cubano mexicano los Hermanos Rigual con la letra de Carlos Rigual y Mario Rigual. Fue un gran éxito en muchos países europeos llegando a ser número uno en Italia, estando en la cima  cuatro semanas consecutivas.
La canción ha sido interpretada por un gran número de cantantes con notables grabaciones de Luis Alberto del Paraná, Javier Solís, Alberto Vázquez, Connie Francis, Antonio Prieto, Los Marcellos Ferial, Pablo Montero, Raffaella Carrà. La cantante húngara Inés Taddio versionó la canción en su álbum Club Együttes en 1963. El cantante mexicano Luis Miguel incluyó la canción en su álbum Soy como quiero ser en 1987 que fue producido por Juan Carlos Calderón. Fue lanzado como el tercer sencillo del álbum y alcanzó el número 50 Hot Latin Songs en los Estados Unidos. El videoclip para la versión de Luis Miguel fue dirigido Pedro Torres y filmado en Acapulco.